# إبراهيم المصري (لاعب كرة قدم سعودي)
أديب الحسن هو لاعب كرة قدم سعودي يلعب في نادي الهلالية معار من النادي العربي.

## مسيرة اللاعب
بدأ في الفئات السنية في النادي العربي وأعير إلى نادي التقدم في عام 2022 وإلى نادي الهلالية في عام 2024.